# Harriet Elizabeth Prescott Spofford
Harriet Elizabeth Prescott Spofford, née le 3 avril 1835 à Calais dans l'État du Maine et morte le 14 août 1921 à Deer Island (en) à proximité d'Amesbury dans l'État du Massachusetts est une romancière, nouvelliste, poète, biographe, mémorialiste, une auteure de romans et nouvelles policiers et une critique littéraire américaine.

## Biographie

### Jeunesse et formation

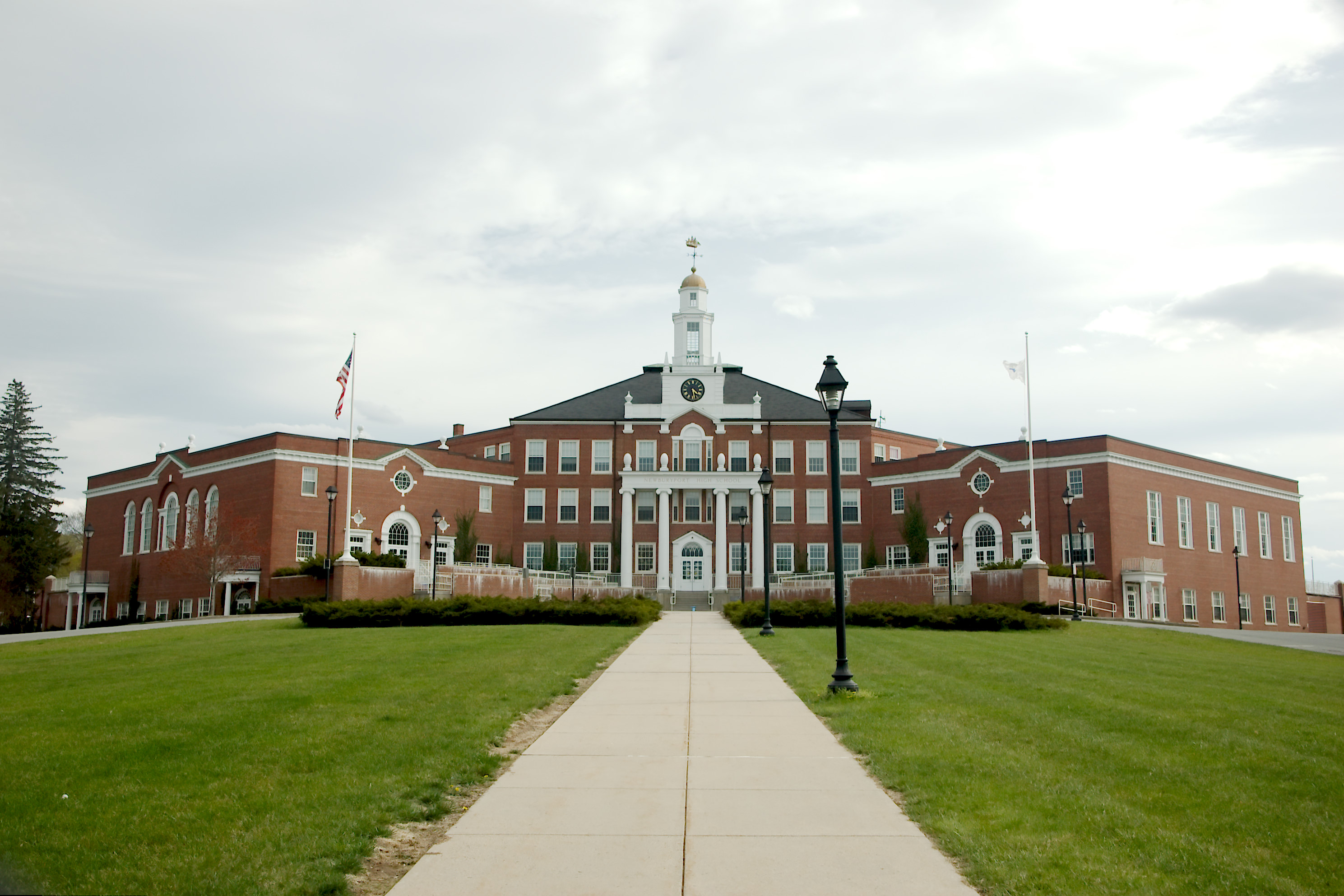
Newburyport High School.

#### Une famille de notables
Harriet Elizabeth Prescott est l’enfant aînée des sept enfants de Joseph Newmarch Prescott, un avocat et un négociant en bois, et de Sarah Jane Bridges Prescott. Son père est issu d'une vieille famille de migrants qui s'est installée en 1640 à Watertown dans l'État du Massachusetts, famille qui s'est illustrée par des militaires, écrivains, pasteurs, marchands notables de la Nouvelle Angleterre. Ses parents encouragent et valorisent sa curiosité intellectuelle,,.

#### Le départ pour le Massachusetts
Joseph Newmarch Prescott connait des déboires financiers, il quitte Calais pour se refaire à Oregon City dans l'État de l'Oregon, pendant que Sarah Jane Bridges Prescott part avec ses cinq enfants pour Newburyport, dans l'État du Massachusetts. La famille vit avec une des grands-mères d'Harriet Elizabeth Prescott et une tante, dans une pension de famille gérée par une autre tante. Ce déménagement lui permet de suivre ses études secondaires à la prestigieuse Newburyport High School (en) pour filles,,,.

#### La rencontre de Thomas Wentworth Higginson

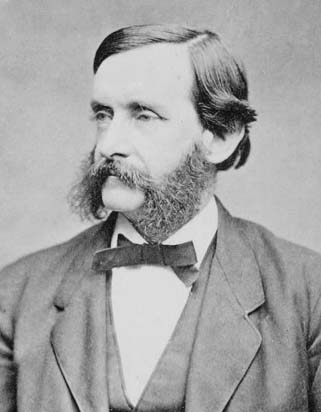
Thomas Wentworth Higginson.

Alors qu'elle a 16 ans, Harriet Elizabeth Prescott rédige une dissertation sur Hamlet qui est primée, parmi les membres du jury figure Thomas Wentworth Higginson, un pasteur unitarien, qui deviendra son mentor et son ami. Après avoir reçu son diplôme de fin d'études en 1852, elle rejoint sa mère et à ses frères et sœurs à Derry, dans l'État du New Hampshire, où elle poursuit ses études à l'Académie Pinkerton,,,,.

### Carrière

#### La nécessité
En 1856, Joseph Prescott revient de l'Ouest rejoindre sa famille, sans un sou et brisé par la maladie, quant à Sarah Prescott, elle aussi est frappée par une maladie invalidante. La famille retourne à Newburyport. Harriet Elizabeth Prescott devient par la force des choses, le soutien financier de ses parents en situation de handicap. Elle travaille 15 heures par jour pour rédiger des nouvelles, des poèmes, des récits de voyage qu'elle envoie sous des noms de plume aux journaux et magazines de Boston, c'est peu rémunéré, entre 2,5 $ à 5 $ par écrit, mais cela permet à la famille Prescott de survivre,,,.

#### Une nouvelle remarquée
En 1858, Harriet Elizabeth Prescott rédige In a Cellar, une nouvelle policière dont l'action se déroule à Paris, elle l'envoie à la revue The Atlantic qui la publie en février 1859. La nouvelle est remarquée de façon élogieuse par la critique, son mentor Thomas W. Higginson, la fait entrer dans le cercle très sélectif des auteurs littéraires de Boston,,.

#### La reconnaissance littéraire

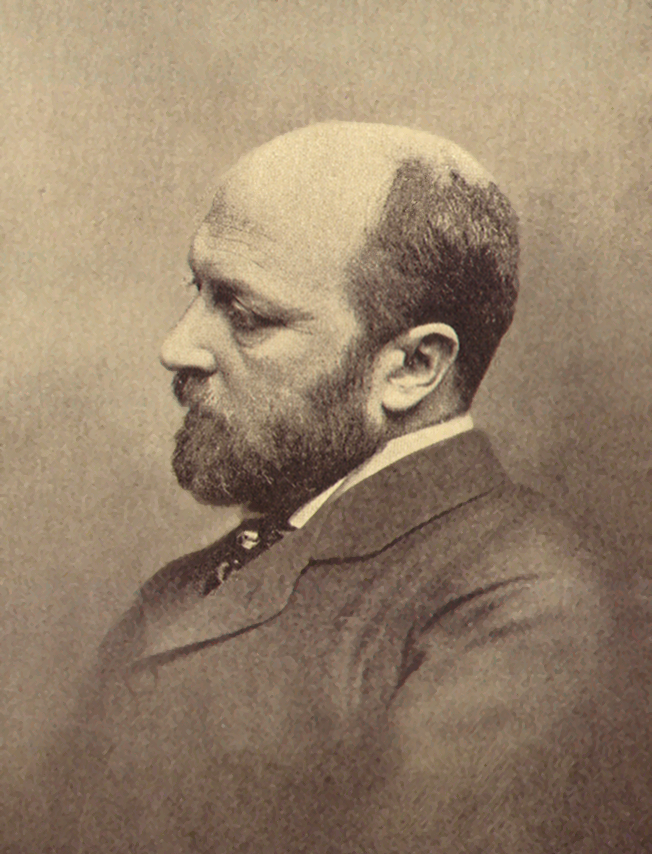
Henry James.

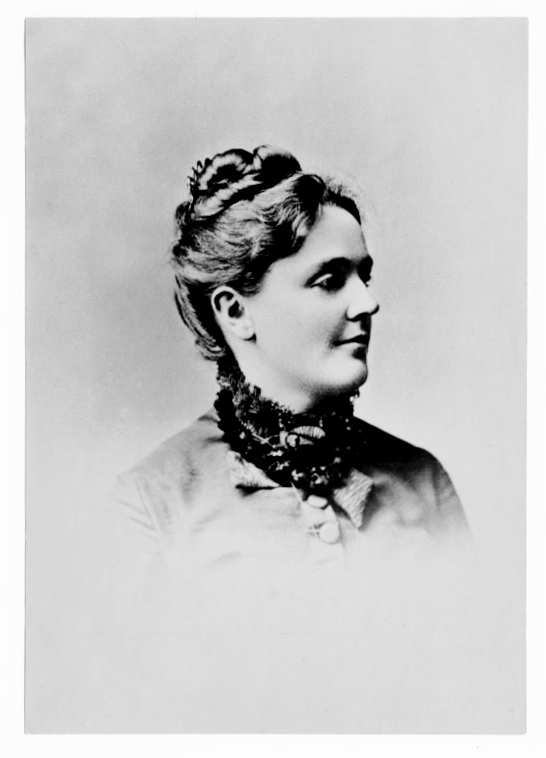
Sarah Orne Jewett.

En 1860, Harriet Elizabeth Prescott publie son premier roman Sir Rohan's Ghost, suivi en 1863 de son premier recueil de nouvelles, The Amber Gods and Other Stories et de son second roman Azararian en 1864. Ces dernières productions littéraires sont empreintes d'un romantisme gothique, dont les intrigues sont issues de légendes locales avec des connotations surnaturelles, fantastiques, décrits de façon réaliste,,.
Avec ces trois publications, sa carrière littéraire est lancée, elle sera mise plus tard sur le même pied que les meilleures auteures de la Nouvelle Angleterre comme Edith Wharton ou Sarah Orne Jewett. Seule ombre au tableau le jeune Henry James critique son manque de réalisme, de rester à une écriture descriptive héritée d'Alfred Tennyson et lui enjoint de renoncer à son romantisme pour adopter le réalisme littéraire, courant devenu dominant,,.

#### L'infatigable écrivaine
En 1865, Harriet Elizabeth Prescott épouse Richard Smith Spofford, un juriste proche de Caleb Cushing, qui va collaborer avec ce dernier lorsqu'il est nommé par le Président Andrew Johnson à la commission chargée de réviser des lois du Congrès. Les Spofford partagent leur temps entre Washington (district de Columbia) et Newburyport. À Washington, Harriet Prescott Spofford profite de son séjour pour faire la connaissance des cercles littéraires de la capitale. Quand la mission de Caleb Cushing s'achève en 1870, le couple Spofford retourne à Newburyport,,,.
Avec son mariage avec Richard Smith Spofford et sa notoriété de nouvelliste, Harriet Prescot Spofford, sort des difficultés financières, elle peut sortir ses parents de la précarité. Elle et son époux peuvent acheter une propriété sur Deer Island, sur le fleuve Merrimack à proximité de Newburyport, ils y font construire une résidence, ils s'y installent en 1874,,.

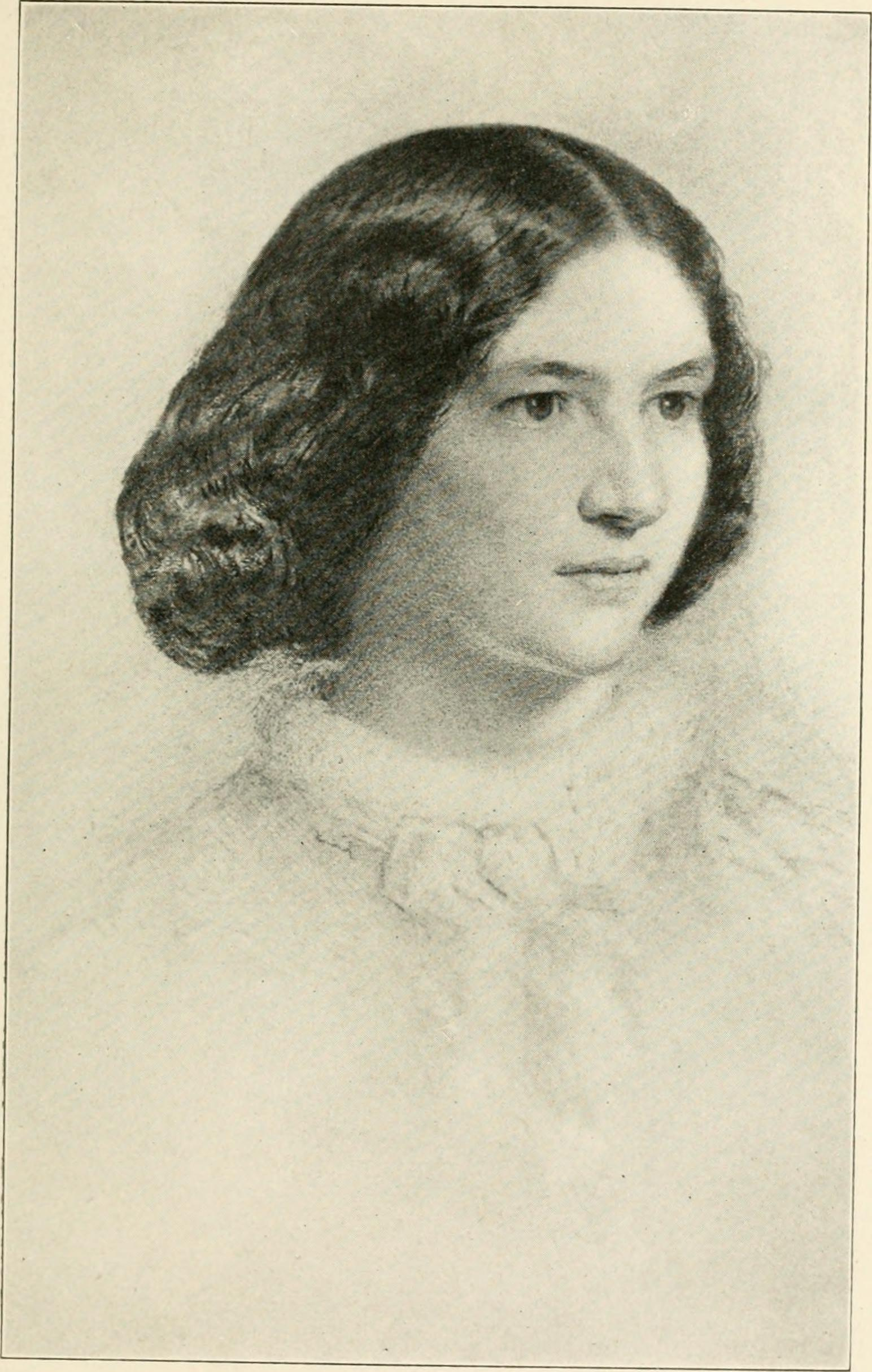
Annie Adams Fields.

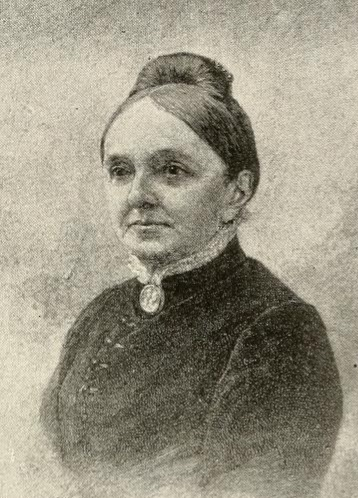
Rose Terry Cooke.

Cette nouvelle habitation permet à Harriet Prescot Spofford de se consacrer à l'écriture, loin des soucis. Elle ne cesse d'y écrire, et invite ses paires à y séjourner telles Annie Adams Fields, Sarah Orne Jewett, Rose Terry Cooke, Louise Chandler Moulton, Mary Abigail Dodge, Celia Thaxter, Julia Ward Howe et Elizabeth Stuart Phelps Ward ; Harriet Prescott Spofford fait un portrait de ses amies dans le livre A Little Book of Friends publié en 1916. Son association avec ces auteures reflète un engagement partagé pour valoriser les préoccupations des femmes, en faire des thèmes majeurs de leur écriture et à dépeindre la complexité de leurs personnages féminins,,.
De 1868 à 1890, dans une période post Guerre de Sécession, où on assiste à une prolifération de magazines populaires, Harriet Prescot Spofford peut écrire nouvelles sur nouvelles, elle paraissent dans divers revues et magazines comme le Scribner's Magazine, le Century Magazine, Harper's Bazaar, Cosmopolitan (magazine), The Knickerbocker (en), The Youth's Companion (en) et bien sûr The Atlantic,,.

### Vie privée
Le 19 décembre 1865, Harriet Prescott épouse Richard Smith Spofford un avocat issu d'une vieille famille de Newburyport, devenant ainsi Harriet Prescot Spofford. En 1867, le couple donne naissance à un seul enfant, Richard qui meurt en bas âge. Richard Smith Spofford meurt en 1887. En 1885, les Spofford deviennent les tuteurs légaux de Thomas et de Marion Pierce, deux orphelins d’amis proches. Après la mort de Richard en 1888, Marion Pierce reste aux côtés d’Harriet Prescott Spofford avec une de ses nièces, Katherine Prescott Moseley,.
Harriet Prescot Spofford, atteinte par l'artériosclérose en décède le 14 août 1921, à l'âge de 86 ans, elle meurt dans son domicile de Deer Island. Après ses funérailles, elle est inhumée au Oak Hill Cemetery de Newburyport aux côtés de ses parents, de son époux, de son fils et de sa sœur Mary Newmarch Prescott,,,.

## Œuvres
Note : quand une œuvre est suivie d'un identifiant ISBN, cela signifie qu'elle a fait l'objet de rééditions récentes souvent sous forme de fac-similé, l'identifiant est celui, en principe, de la réédition la plus récente, sans préjuger d'autres rééditions antérieures ou ultérieures.

### Recueils de nouvelles
- The Amber Gods and Other Stories, Boston, Ticknor and Fields, 1863, 448 p. (ISBN 9780813514017, lire en ligne),
- New-England Legends, Boston, J.R. Osgood and company, 1871, 66 p. (ISBN 9781359221605, lire en ligne),
- A Scarlet Poppy and Other Stories, New York, Harper & Brothers, 1894, 296 p. (ISBN 9780526684700, lire en ligne),
- Old Madame : & other tragedies  (ill. Mabel Harlow), Boston, Richard G. Badger & Co, 1900, 312 p. (ISBN 9781331211716, lire en ligne),
- The Ray of Displacement and Other Stories, ?, ?, 190?, 160 p. (ISBN 9781473316669),
- The Elder's People, Boston & New York, Houghton Mifflin company, 1920, 356 p. (ISBN 9780483017511, lire en ligne),

### Romans
- Sir Rohan's Ghost. a Romance, Boston, J. E. Tilton and Company, 1860, 364 p. (ISBN 9781785272899, lire en ligne),
- Azarian: an Episode, Boston, Ticknor and Fields, 1864, 288 p. (ISBN 9781014789174, lire en ligne),
- The Thief in the Night, Boston, Roberts Brothers, 1872, 240 p. (ISBN 9780530503196, lire en ligne),
- The Servant Girl Question, Boston, Houghton, Mifflin and Co, 1881, 181 p. (ISBN 9780405102035),
- Hester Stanley at St. Marks, Boston, Roberts brothers, 1882, 218 p. (ISBN 9780530477435, lire en ligne),
- The Marquis of Carabas, Boston, Roberts Brothers, 1882, 226 p. (ISBN 9780483673403, lire en ligne),
- A Lost Jewel, Boston, Lee and Shepard Publishers, 1891, 180 p. (ISBN 9781348045199, lire en ligne),
- A Master Spirit, New York, Éditions Scribner, 1896, 152 p. (OCLC 2114293, lire en ligne),
- An Inheritance, New York, Éditions Scribner, 1897, 184 p. (ISBN 9781331672241, lire en ligne),
- Priscilla's Love-Story, Chicago & New York, H. S. Stone & company, 1898, 148 p. (ISBN 9781342754561, lire en ligne),
- Hester Stanley's Friends  (ill. Frank T. Merrill), Boston, Little, Brown & Co., 1898, 330 p. (ISBN 9780483293298, lire en ligne),
- The Maid He Married, Chicago & New York, Herbert S. Stone and Company, 1899, 224 p. (ISBN 9780530653044, lire en ligne),
- The Children of the Valley, New York, Thomas Y. Crowell, 1901, 108 p. (ISBN 9783752430448, lire en ligne),
- Old Washington, Boston, Little, Brown, and Company, 1906, 310 p. (ISBN 9780526433667, lire en ligne),
- The Making of a Fortune: A Romance  (ill. Alice Barber Stephens), New York & Londres, Harper & Brothers, 1911, 138 p. (ISBN 9781330874363, lire en ligne),

### Recueils de poésie
- Poems, Boston, Houghton, Mifflin and company, 1882, 190 p. (ISBN 9780267528448, lire en ligne),
- Ballads about Authors  (ill. Edmund H. Garrett), Boston, D. Lothrop, 1887, 124 p. (ISBN 9780267258550, lire en ligne),
- In Titian's Garden: And Other Poems, Boston, Copeland and Day, 1897, 132 p. (ISBN 9781377624860, lire en ligne),
- The Great Procession: And Other Verses for and about Children, The Great Procession: And Other Verses for and about Children, The Gorham Press, Richard G. Badger, 1902, 124 p. (ISBN 9781331772118, lire en ligne),

### Essais

#### Arts décoratifs
- Art Decoration Applied to Furniture, New York, Harper & Brothers, 1877, 252 p. (ISBN 9780365108573, lire en ligne),

#### Spiritualité
- Stepping-Stones to Happiness, New York, Christian Herald, 1897, 506 p. (ISBN 9780483902183, lire en ligne),

#### Biographies
- Harriet Prescott Spofford, Louise Imogen Guiney, Alice Brown, Three Heroines of New England Romance: Their true storrown, Boston, Little, Brown and Company, 1894, 186 p. (ISBN 9780364176092, lire en ligne),
- A Little Book of Friends, Boston, Little, Brown and Company, 1916, 202 p. (ISBN 9780530486581, OCLC 592683831, lire en ligne),

### Théâtre
- The Fairy Changeling: A Flower and Fairy Play  (ill. Fanny Y. Cory), Boston, R. G. Badger, 1911, 86 p. (ISBN 9781334387357, lire en ligne),

## Regards sur son œuvre
Emily Dickinson était une admiratrice du style des nouvelles de Harriet Prescot Spofford plus spécialement de sa nouvelle Circumstance, dont elle disait « Je ne pense pas que j’aurais pu écrire moi-même, une telle chose. ». Pendant toute sa vie, elle reste fidèle au romantisme contre le réalisme montant, malgré les critiques des tenants de ce nouveau courant Henry James et William Dean Howells,.

## Archives
Les archives de Harriet Elizabeth Prescott Spofford sont déposées et consultables auprès des bibliothèques du Smith College et de l'Université de la Nouvelle Angleterre (en),.